# Atarba quasimodo
Atarba quasimodo är en tvåvingeart som beskrevs av Alexander 1950. Atarba quasimodo ingår i släktet Atarba och familjen småharkrankar.
Artens utbredningsområde är Venezuela. Inga underarter finns listade i Catalogue of Life.